# Рюдигер VIII фон Щархемберг
Рюдигер VIII фон Щархемберг (на немски: Rüdiger VIII von Starhemberg; † 1473) е благородник от стария австрийски род Щархемберг.

## Произход
Той е син на Рюдигер VI фон Щархемберг († 24 юни 1480) и съпругата му Кристина фон Пуххайм. Внук е на Гундакар IX фон Щархемберг-Вилдберг († 1418) и Елизабет фон Хоенберг († 1418). Внук е на на Рюдигер III фон Щархемберг-Вилдберг, Лобенщайн, Вайденхолц, Албрехтсберг († 1389) и втората му съпруга Мария Анна фон Даксберг-Рапотенщайн († 1370). Племенник е на Еберхард IV фон Щархемберг (1368 – 1429), архиепископ на Залцбург (1427 – 1429). Сестра му Маргарет е омъжена за Райнпрехт фон Валзее.
Щархембергите са от 1643 г. имперски графове и от 1765 г. имперски князе.

## Фамилия
Рюдигер (VIII) фон Щархемберг се жени за Маргарета фон Потендорф († пр. 1469), дъщеря на фрайхер Албрехт фон Потендорф († сл. 1465) и Хелена фон Лихтенщайн-Мурау († сл. 1469), сестра на Никлас I фон Лихтенщайн († 1499/1500), дъщеря на Улрих Ото фон Лихтенщайн († 1426/1427) и Барбара фон Пуххайм († 1437). Те имат един син:
- Георг (1463 – 1481)